# 佐久総合病院
佐久総合病院（さくそうごうびょういん、英語: Saku Central Hospital）は、長野県佐久市臼田にある長野県東信地方の基幹病院。長野県厚生農業協同組合連合会（JA長野厚生連）が経営する。単に佐久病院とも呼ばれる。

## 概要
高度専門医療と地域密着医療の「2足のわらじ」を担っているのが特徴。1959年、全国に先駆けて行われた八千穂村（現・佐久穂町）全村民の健康管理および集団検診を手がけたことで知られ、TV番組の『プロジェクトX〜挑戦者たち〜』などで題材にされた。「予防は治療に勝る。早期発見早期治療」のかけ声のもと、集団検診は長野県全県での集団健康スクリーニングとして発展し、市町村や企業の健康診断、ヘルスプロモーションを担っている。
地域の養蚕の祭りであった小満祭と一体化した病院祭でも有名。昭和22年に第一回の病院祭（衛生展覧会）が開かれた。現在では、外来棟がデコレーションされ、職員による演劇、演奏、医療トピックス、出店、地域のさまざまな医療・福祉団体のブースなどが並ぶ。

### 地域医療
「農民とともに」をスローガンに地域のニーズから出発して第一線の医療を担いながら発展を続けた。高いヒューマニティを持って農村部に特有の健康問題を解決しようというところから農村医学という学問もうまれた。昭和44年（1969年）には第4回国際農村医学会議が佐久総合病院で開催されている。
また農村部の医療を担える人材を地域で育てようと農村医科大学の設立を目指した。その過程については創成期を支えた若月俊一の「村で病気とたたかう」、や南木佳士の「信州に上医あり」などに詳しい。演劇班や吹奏楽団、コーラス部、野球部など文化活動も盛ん。病院の屋上から響く応援団の練習の声は臼田の夏の風物詩となっている。
地域ケア科という訪問診療、訪問看護を中心として地域の医療福祉をささえる部門もあり、院内外の多方面と連携をとりながら、おもに障害高齢者や終末期の患者の自宅での生活と地域での看取りをささえている。
また南佐久郡南部では小海分院（100床）を中心に、周辺の国保診療所（南相木、北相木、南牧、野辺山へき地、川上）へ医師や専門職の派遣を行っており、本院や各町村、小海老健、特養のべやまなどの福祉施設と一体となった医療福祉の運営で過疎の農山村地域の医療と福祉を支えている。
臨床研修病院としても古くからの実績があり、特に全国から地域医療を志す医学生や研修医、スタッフが集まっている。はるか以前から各科をローテートする研修をおこなっており、卒後研修義務化にあたっては臨床研修のモデルとなった。総合診療科、総合外来での外来研修、健康管理部、小海分院や診療所、地域ケア科での保健、福祉の研修など地域での研修に特徴がある。

### 国際交流とプライマリヘルスケア
理念の中でプライマリヘルスケアの確立と中国をはじめとした途上国への国際保健医療への貢献も掲げているのも特徴で、佐久病院の歴史と実践から学ぼうとアジア諸国を中心とした途上国からの視察は今なお多い。また職員の中にも海外医療協力経験者、希望者も多くさまざまな活動も盛ん。
かつては5：3：2（ゴーサンニ）の法則というのがあり、どの職員も、病棟での診療5、外来での診療3、地域での活動2、に力を配分しなさいという方針があったが、これは高度専門分化、地域ケア部門、健康管理部門の独立により失われつつある。

### メディコポリス構想
佐久病院は、保健・医療・福祉を軸にした町づくり、地域振興の「メディコ・ポリス」という考え方を病院・地域づくりの基本理念にすえている。これは主にお年寄りと若い人たちを対象とし、医療・福祉システムの整備、教育施設の充実、住民の生計を確保できる産業の振興を目指して、農業や林業、観光など他のさまざまな産業と連携しながら展開する新しい形の公共事業のことである。
地域に点在するさまざまなNPOや行政機関等と病院組織が連携しながら地域のニーズに応えるべくさまざまな活動を展開している。

### 先端医療
佐久病院はその創成期より、脊椎カリエスの手術や癌の放射線治療をおこなうなど、先進的医療にも積極的であった。
いまは内視鏡による診断、治療分野においてはHookナイフを用いたESD（内視鏡的粘膜下切除術、かつては切開剥離EMRとよばれた。）のさきがけとして有名な小山恒男がおり、この分野では世界トップクラスの技術をもち、後進を育てている。佐久病院でのESDのライブデモンストレーションセミナーは恒例となり全国、世界から多数の内視鏡医、内視鏡技師が集まる。
その他、開頭クリッピング術、開心術、腎臓移植などの高度医療もおこなっている。

### 分院の設置

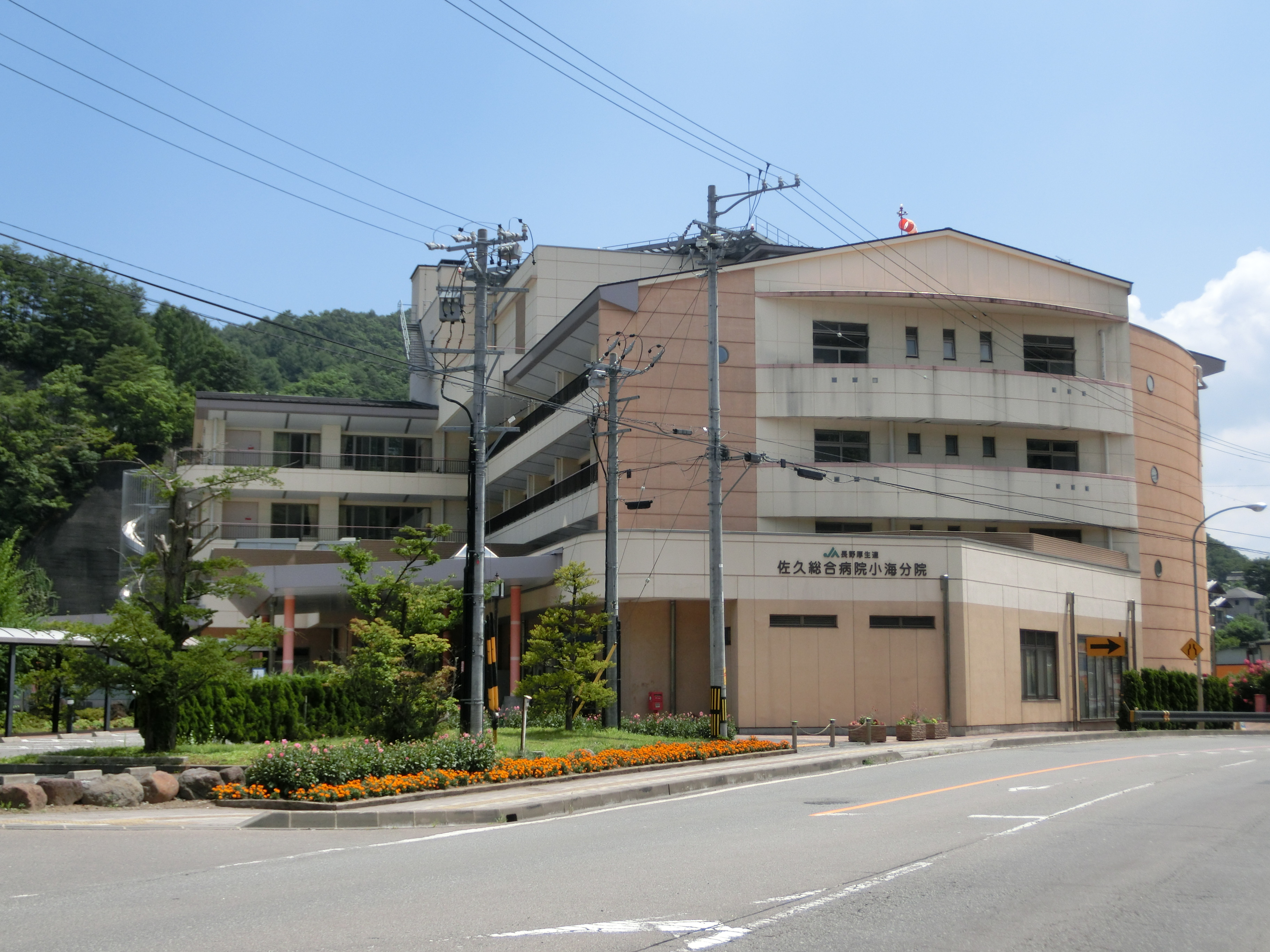
小海分院

関連施設として、南部地域の拠点となる小海分院（南部5ヶ町村も建築費の半額を出資して2005年に小海赤十字病院を引き継ぎ新築）、小海診療所、小海および佐久に老人保健施設、八千穂に宅老所（八千穂の家）、複数の訪問看護ステーション、看護専門学校などがある。また南北相木、南牧、川上の国保診療所にも医師を派遣し小海分院、本院と連携をとりながらの医療を行っている。
このように高度先進医療まで担う重装備の本院と、行政や福祉施設、住民組織とともに地域密着型の小回りの効いた医療を担うサテライト、地域の他の医療福祉機関との連携による重層的多層的なネットワークで地域の保健医療福祉をささえてきた。

### 人材育成
人材育成としては、また、農村へき地で地域のために働く医師を養成する「農村医科大学」の構想があった。これは実現されてはいないが、農村医学研修センターでの専門職の再教育、初期および後期研修医の育成、付属看護学校での看護師の養成を行っている。この流れのもと、2008年に看護学科をもつ佐久大学が新設された。特色ある医師養成から初期臨床研修先として人気があり、卒後臨床研修義務化後は全国各地の大学から毎年約15人の初期臨床研修医を採用している。また毎年夏には「農村医学夏季大学」が開催され、地域医療に貢献した人におくられる若月賞の発表とその時々のテーマで講演会やシンポジウムが行われている。

### ドクターヘリ事業
2005年7月より信州ドクターヘリも常駐し、地域の救急医療、高度医療を担う東信地区の地域拠点病院でもあり1次から3次までの救急医療を担っている。現在は佐久医療センターから離着陸している。

### 再構築計画
病院開設以来60年を越え、たて増し改修を繰り返した本院の設備は老朽化し築40年を越えるものもあり、狭い6人病室、駐車場の不足、医療設備など昨今の医療ニーズに応えるには不十分であり再構築が計画されてきた。
昨今の厳しい医療情勢の中、佐久病院においても、住民の医療への要求の増大、医療訴訟などにともなういわゆる医療崩壊とは無縁ではなく、近隣の医療機関の医師不足もあり上小地区（上田市、東御市、小県郡）からも高度医療・救急医療をもとめて佐久病院へ患者が集中してきているが、老朽化した現在の施設で地域の医療ニーズに応えることは難しい。増大し続ける負荷と先の見えない現状に疲れた中堅クラスの医師の離職は佐久総合病院においてもみられ、医療の存続自体が危機的な状況にある。
現在の病院機能を維持しながら現地（佐久市臼田地区）で再構築を行うのは困難であり、佐久市北中込の市街地に隣接した土地に用地を確保し（ツガミ所有の工業用地）、高度医療、先端医療を担う東信地区の基幹高度医療センターを新築。臼田地区には日常の健康管理やリハビリ、精神医療、福祉と一体化した医療を担う地域密着型の地域医療センターとして改築する基本方針が打ち出された。しかし移転先の近くに市民病院（佐久市立国保浅間総合病院）を抱え、工業用地を転換しての病院建築はみとめられないとする立場の佐久市長との対立もあり計画は難航していた。地域懇談会などを開催し署名運動をおこない地域住民や他の医療機関の理解を求めてきたが、2009年2月にようやく佐久市側と和解し再構築の計画は一歩前進した。2014年3月1日に佐久医療センターとして開院した。臼田の本院でも老朽化した病棟の解体や施設増築が進められている。

## 診療科目
- 総合診療科
- 内科
- 神経内科
- 外科
- 形成外科
- 脳神経外科
- 整形外科
- 皮膚科
- 歯科口腔外科
- 放射線科
- 心療内科
- 胃腸科
- 小児科
- アレルギー科
- 産科婦人科
- 耳鼻咽喉科
- 眼科
- 泌尿器科
- 精神科
- リハビリテーション科
- 麻酔科

## 歴史
- 1944年 - 病院が開設された。
- 1945年 - 若月俊一（のち・名誉総長）が外科医長として赴任した。
- 1948年 - インターン指定病院になる。
- 1959年 - 八千穂村全村健康管理始まる。
- 1967年 - 東病棟・西病棟（ともに地下1階、地上7階）完成。
- 1968年 - 臨床研修病院に指定される。
- 1969年 - 第4回国際農村医学会議が開かれる（26カ国、600人が参加）。
- 1976年 - 若月院長（当時）、マグサイサイ賞受賞。
- 1982年 - 病院最大の1,003床となる。
- 1983年 - がん診療センター・県厚生連健康管理センター完成。救命救急センターに指定される。病院野球部が国体軟式野球成年の部でV2達成。
- 1989年 - 霜田哲夫内科医長（南木佳士）が「ダイヤモンド・ダスト」で第100回芥川賞受賞。
- 1997年 - 災害拠点病院（地域災害医療センター）に指定される。
- 1998年 - 東日本の病院で初の非公共用ヘリポート完成。
- 2001年 - 美里分院が完成。
- 2005年 - 小海日赤あとに新小海分院完成。信州ドクターヘリ運行開始。
- 2006年 - 若月俊一名誉総長永眠。
- 2006年 - 療養型病床を回復期リハビリテーション病棟（40床）に転換。
- 2013年 - 美里分院が本院に移転し、閉院。
- 2014年 - 紹介型の佐久医療センターが開院。

## 各種指定
- 保険医療機関
- 労災保険指定医療機関
- 生活保護法指定医療機関
- 指定自立支援医療機関（更生医療・育成医療・精神通院医療）
- 身体障害者福祉法指定医の配置されている医療機関
- 精神保健及び精神障害者福祉に関する法律（昭和25年法律第123号）に基づく指定病院又は応急入院指定病院
- 精神保健指定医の配置されている医療機関
- 母体保護法指定医の配置されている医療機関
- 医療保護施設
- 特定疾患治療研究事業委託医療機関
- 結核指定医療機関
- 指定養育医療機関
- 戦傷病者特別援護法指定医療機関
- 原子爆弾被害者医療指定医療機関
- 原子爆弾被害者一般疾病医療取扱医療機関
- 公害医療機関
- 災害拠点病院
- へき地拠点病院
- 救命救急センター
- 臨床研修指定病院（医科・歯科）
- がん診療連携拠点病院
- エイズ治療拠点病院
- DPC対象病院
- 小児慢性特定疾患治療研究事業委託医療機関
- 地域周産期母子医療センター
- 第二種感染症指定医療機関
- 心臓疾患基幹病院
- 認知症疾患医療センター
- 長野県高次脳機能障害支援拠点病院

## 病棟・設備
病床数は一般病床600床、ICU20床、療養型病床40床、精神科病床70床、感染症病床4床、人間ドック45床の計779床。付属分院などをあわせると約1,200床となる。
- 東病棟（3階~7階部分が病床）
- 西病棟（3階~7階部分が病床）
- 北病棟
- 南病棟
- 成人病棟 (2階、透析室、3階　回復期リハ病棟）
- 精神科東病棟
- 精神科西病棟（現在は1階部分のみ事務室・医局として使用）
- 人間ドック棟
- ヘリポート
- 日帰り手術センター

## ネットワーク・関連施設

### 分院
- 佐久医療センター（450床）
- 小海分院（旧小海赤十字病院）（100床）
- 小海診療所（JR東日本小海線小海駅駅舎内）

### 関連施設
- 長野県厚生連健康管理センター（人間ドック棟1階）
- 佐久老人保健施設（94床）
- 佐久総合病院看護専門学校
- 佐久大学看護学部

## 公共交通機関

### 最寄りの鉄道駅
- JR東日本小海線臼田駅　徒歩10分
- JR東日本北陸新幹線（長野経由）佐久平駅　車で20分

### バス・乗合タクシー
- 佐久総合病院⇔臼田駅の送迎タクシー

平日のみ5往復ある。病院利用者は無料。
従来は千曲バスによる運行だったが2019年11月1日から高原タクシーに変更された。同時に今まであった毎月第2と第4土曜日の運行を廃止した。
- 千曲バス 山手線 - 本町、望月バスターミナル方面（平日のみ）

※かつて佐久病院は南佐久地方の高速バスターミナルになっており、病院前にて東京池袋行（千曲バス・西武観光バスの共同運行）の乗降が可能だった（各地からの終点・各地への始発停留所であった）。しかし当院発着の便は2024年3月31日をもって廃止され翌日の4月1日以降に発着するのは望月バスターミナル方面へ向かう地域輸送路線の山手線と当院から臼田駅までを結ぶ送迎タクシーのみとなっている。